# Rosie Carr
Pour les articles homonymes, voir Carr.
Pas d'image ? Cliquez ici

a Compétitions nationales et continentales officielles uniquement.

b Matchs officiels uniquement.
Dernière mise à jour le 3 janvier 2025.
Rosie Carr, née le 2 mars 2002 à Bridgend (pays de Galles), est une joueuse internationale galloise de rugby à XV et internationale (en) de rugby à XIII, évoluant au poste de talonneur à XV et de centre à XIII. Elle joue en Championnat d'Angleterre aux Bristol Bears. 

## Biographie
Rosie Carr naît le 2 mars 2002 à Bridgend au pays de Galles.
En 2021-2022, elle joue au rugby à XIII avec les Bridgend Blue Bulls (en) puis les Cardiff Demons (en). En fin de saison, elle est appelée en équipe du pays de Galles à XIII (en).
En 2022-2023, Rosie Carr fait partie de l'équipe galloise qui dispute la toute première édition de la compétition de rugby à XV du Celtic Challenge, à trois équipes.
En 2023-2024, elle est sélectionnée pour jouer le Celtic Challenge avec la nouvelle franchise du Brython Thunder. En fin de saison, elle dispute ses premiers matchs avec les Bristol Bears en Premiership.[réf. nécessaire]
En août 2024, Rosie Carr devient internationale à XV contre l'Écosse, en même temps qu'Alaw Pyrs et Maisie Davies. Titularisée lors du match de préparation suivant contre les Wallaroos, elle se blesse à l'épaule et rate le WXV, puis le Celtic Challenge. À la fin de la saison, elle est sélectionnée avec l'équipe galloise des moins de 20 ans qui participe à la Summer Series.
Sa sœur jumelle Katie est également une joueuse internationale de rugby à XIII.